# Margarettidae
Famille
Les Margarettidae sont une famille de l'ordre Cheilostomatida.

## Liste des genres
Selon World Register of Marine Species (26 octobre 2021) :
- genre Margaretta Gray, 1843
- genre † Tubucella Canu & Bassler, 1917